# 亨利·安斯帕克
亨利·安斯帕克（法語：Henri Anspach，1882年7月10日—1979年3月29日），比利时男子击剑运动员。他曾获得1912年夏季奥运会击剑比赛男子重剑团体金牌，他在该届奥运会也参加了男子花剑个人、男子重剑个人和男子佩剑团体三个小项。